# Provincia di Gorizia
La provincia di Gorizia (in sloveno pokrajina Gorica, in friulano provincie di Gurize) è una "unità non amministrativa" della regione Friuli-Venezia Giulia il cui capoluogo è Gorizia. Come ente locale, è stata soppressa il 30 settembre 2017 e attualmente Gorizia è sede dell'omonimo ente di decentramento regionale, che ricalca i confini della vecchia provincia e ne ha ereditato alcune strutture. Rimane invece inalterata come circoscrizione delle amministrazioni statali sul territorio ed è classificata dall'Istituto nazionale di statistica come unità territoriale sovracomunale non amministrativa.

## Geografia fisica
Confina con la provincia di Udine a ovest, con la provincia di Trieste a sud-est, con la Slovenia (Litorale/Primorska) a nord ed est, e con il mare Adriatico a sud.

## Comuni
Appartengono alla provincia di Gorizia i seguenti 25 comuni.
- Capriva del Friuli
- Cormons
- Doberdò del Lago
- Dolegna del Collio
- Farra d'Isonzo
- Fogliano Redipuglia
- Gorizia
- Gradisca d'Isonzo
- Grado
- Mariano del Friuli
- Medea
- Monfalcone
- Moraro
- Mossa
- Romans d'Isonzo
- Ronchi dei Legionari
- Sagrado
- San Canzian d'Isonzo
- San Floriano del Collio
- San Lorenzo Isontino
- San Pier d'Isonzo
- Savogna d'Isonzo
- Staranzano
- Turriaco
- Villesse

Il comune più piccolo è Dolegna del Collio con 350 abitanti.

### Comuni più popolosi
Sono 8 i comuni popolati da più di cinquemila abitanti:
| Stemma | Comune               | Abitanti |
| ------ | -------------------- | -------- |
|        | Gorizia              | 34 440   |
|        | Monfalcone           | 29 975   |
|        | Ronchi dei Legionari | 12 034   |
|        | Grado                | 8 194    |
|        | Cormons              | 7 354    |
|        | Staranzano           | 7 260    |
|        | Gradisca d'Isonzo    | 6 469    |
|        | San Canzian d'Isonzo | 6 198    |

### Le città della provincia di Gorizia
I comuni della provincia di Gorizia che sono stati insigniti del titolo di città da parte dello Stato Italiano o istituzioni precedenti sono:
- Gorizia, titolo concesso nel 1307 da Enrico II di Gorizia e poi confermato da Massimiliano I d'Asburgo nel 1500
- Cormons, titolo concesso dall'imperatore Francesco Giuseppe nel 1910
- Gradisca d'Isonzo, con decr. gov. del 14 luglio 1936
- Monfalcone, decr. gov. n. 11022 del 1º aprile 1937
- Grado, con decreto del presidente della Repubblica Sandro Pertini del 16 dicembre 1983
- Ronchi dei Legionari, con decreto del presidente della giunta regionale n. 031/2022 del 18 marzo 2022

Dal 2003 il titolo di città viene concesso da parte della Regione Friuli-Venezia Giulia con apposita legge regionale.

## Storia

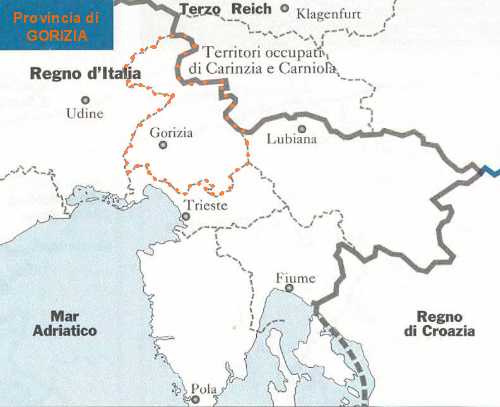
Segnati in arancione, i confini della provincia di Gorizia nel 1941-1943 (quando aveva le stesse dimensioni del periodo 1927-1947). Gli ampliamenti territoriali del Regno d'Italia che si vedono sulla mappa furono causati dall'invasione della Jugoslavia, evento militare della seconda guerra mondiale

La provincia di Gorizia venne istituita nel 1927, nell'ambito del riordino delle circoscrizioni provinciali italiane voluto dal regime fascista; il territorio della nuova provincia corrispondeva a quello degli ex circondari di Gorizia (escluso il comune di Chiopris-Viscone) e di Tolmino della provincia del Friuli.
Tra il 1927 e il 1947 la provincia di Gorizia era estesa su un territorio sensibilmente più ampio di quello attuale, visto che comprendeva anche l'alta e media valle dell'Isonzo con i suoi affluenti fino a Gradisca, corrispondendo solo in parte alla vecchia provincia di Gorizia soppressa nel 1923. La provincia di Gorizia esistita dal 1927 al 1947 venne infatti ricreata quattro anni dopo la sua precedente soppressione, causata da motivi amministrativi e politici, con confini leggermente differenti, staccandola dalla provincia di Udine..
La nuova provincia del 1927 ebbe una superficie di 2730 km² e 209 700 abitanti ed articolata su 128 comuni, ridotti a 42 per effetto di 86 soppressioni avvenute nel 1927-1928. (7 comuni furono ricostituiti nel 1954-1955).
Dopo la vittoria sulla Jugoslavia e la sua parziale occupazione da parte del Regno d'Italia nella primavera del 1941, la provincia di Gorizia non ebbe ampliamenti come invece quella di Zara e quella di Fiume. Divenne però confinante ad est con la nuova provincia di Lubiana, all'interno dell'Italia ingrandita nei suoi confini orientali.
     Il Litorale austriaco, poi ribattezzato Venezia Giulia, che fu assegnato all'Italia nel 1920 con il trattato di Rapallo (con ritocchi del suo confine nel 1924 dopo il trattato di Roma) e che fu poi ceduto alla Jugoslavia nel 1947 con i trattati di Parigi
     Aree annesse all'Italia nel 1920 e rimaste italiane anche dopo il 1947
     Aree annesse all'Italia nel 1920, passate al Territorio Libero di Trieste nel 1947 con i trattati di Parigi e assegnate definitivamente all'Italia nel 1975 con il trattato di Osimo
     Aree annesse all'Italia nel 1920, passate al Territorio Libero di Trieste nel 1947 con i trattati di Parigi e assegnate definitivamente alla Jugoslavia nel 1975 con il trattato di Osimo

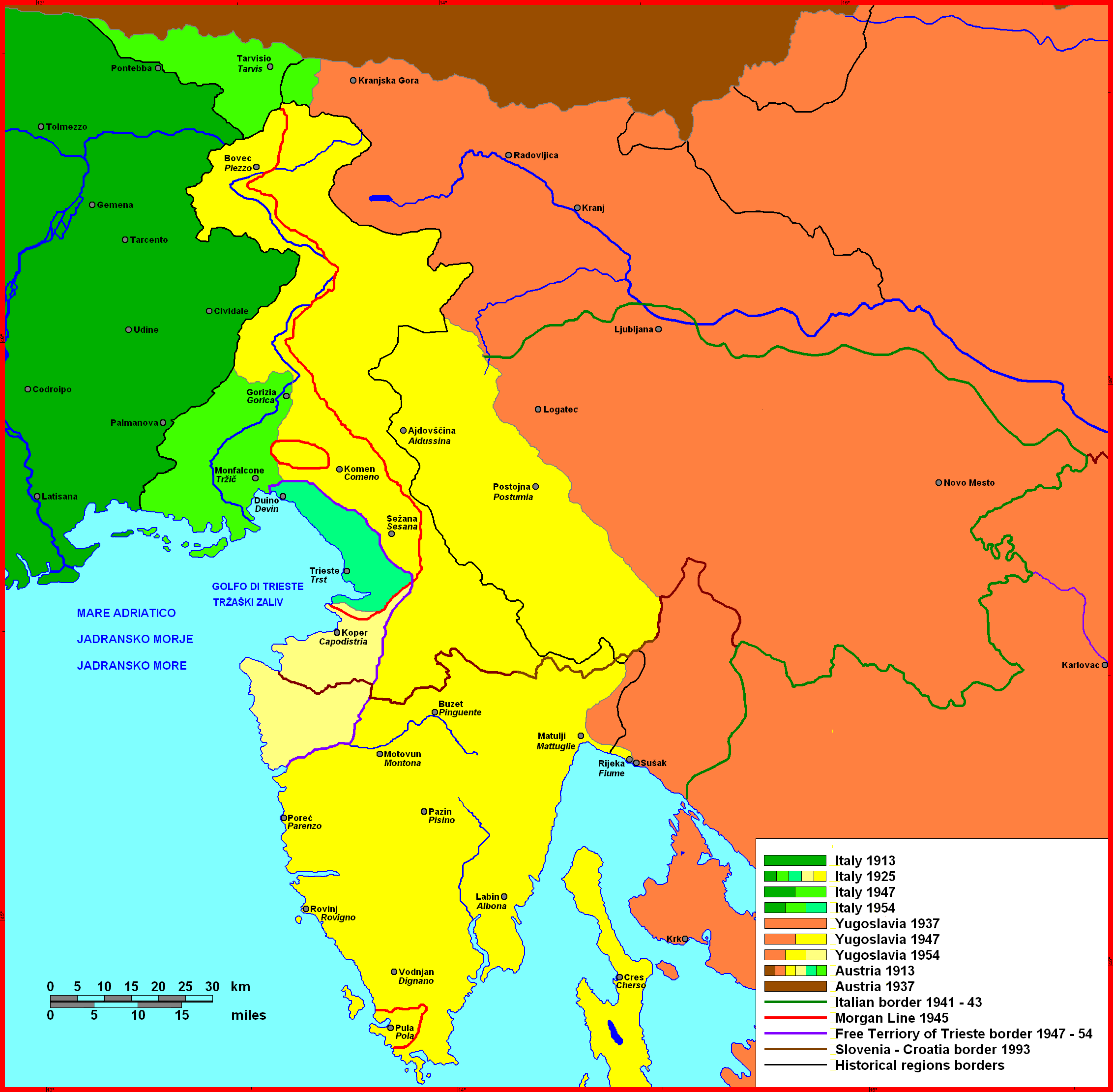
Modifiche al confine orientale italiano dal 1920 al 1975.
Il Litorale austriaco, poi ribattezzato Venezia Giulia, che fu assegnato all'Italia nel 1920 con il trattato di Rapallo (con ritocchi del suo confine nel 1924 dopo il trattato di Roma) e che fu poi ceduto alla Jugoslavia nel 1947 con i trattati di Parigi
Aree annesse all'Italia nel 1920 e rimaste italiane anche dopo il 1947
Aree annesse all'Italia nel 1920, passate al Territorio Libero di Trieste nel 1947 con i trattati di Parigi e assegnate definitivamente all'Italia nel 1975 con il trattato di Osimo
Aree annesse all'Italia nel 1920, passate al Territorio Libero di Trieste nel 1947 con i trattati di Parigi e assegnate definitivamente alla Jugoslavia nel 1975 con il trattato di Osimo

Dal 1943 al 1945 il territorio fu compreso nella Zona d'operazioni del Litorale adriatico (OZAK), un protettorato militare della Germania. In tale periodo si susseguirono le repressioni nazifasciste che portarono la provincia di Gorizia ad essere la prima in Italia per numero di morti nei campi di sterminio nazisti, seguita dalle province di Firenze, Genova e Fiume.

Il gonfalone della provincia

Dal 1945 al 1947 fu divisa in 2 dalla linea Morgan. La zona A ad ovest, amministrata dagli anglo-americani, comprendeva fra l'altro Plezzo, Caporetto, Canale d'Isonzo, Cormons, Gradisca, Gorizia e Comeno. La zona B ad est, amministrata dagli jugoslavi comprendeva fra l'altro Tolmino, Santa Lucia d'Isonzo, Idria, Aidussina e Vipacco.
Nel 1947 a seguito del trattato di pace di Parigi fu tracciato il nuovo confine. Dei 2730 km² che aveva avuto la provincia dal 1927 in poi, rimasero all'Italia solo circa 215 km², cioè meno di 1/12, con 9 comuni su 42; i restanti 33 furono ceduti alla Jugoslavia. Per quanto riguarda la provincia di Trieste, fu creato il Territorio Libero di Trieste con questa città ed altre località della sua provincia, nonché alcuni paesi già appartenuti alla provincia di Pola, mentre rimase all'Italia il mandamento di Monfalcone (esclusa Duino) e il comune di Grado, circa 245 km² con 9 comuni, che furono riaggregati alla provincia di Gorizia, com'era stato fino al 1923. La sistemazione interna avvenne con decreto legge nº 1430 del 28 novembre 1947.
I territori degli attuali comuni di Duino-Aurisina, Sgonico e Monrupino, già parte della contea e poi provincia di Gorizia e Gradisca fino al 1923, furono inseriti nella zona A del territorio Libero di Trieste, ora provincia di Trieste. Tutte le altre località che nel 1923 erano passate dalla provincia di Gorizia e Gradisca a quella di Trieste furono cedute alla Jugoslavia.
Nel 1975 con il trattato di Osimo furono attuate alcune lievi rettifiche del confine. In particolare sul monte Sabotino ritornò all'Italia la cresta di cima fra la vetta e i ruderi della chiesa di San Valentino: l'Italia in cambio costruì una strada internazionale per collegare il Collio sloveno a Nova Gorica sulle pendici di quel monte. Nel corso degli anni cinquanta i comuni passarono da 18 iniziali a 25 per via della ricostituzione di 7 (degli 86) comuni soppressi nel 1927-1928.
Il 28 novembre 2016 si è tenuto l'ultimo Consiglio provinciale; dal 1º dicembre 2016 è stato abolito l'ente della provincia di Gorizia, come previsto dal nuovo statuto regionale del Friuli-Venezia Giulia approvato il 20 luglio 2016 da cui sono stati cancellati gli enti intermedi.
Ai sensi della L.R. 26/2014 e successive modifiche la Provincia di Gorizia è stata messa in liquidazione il 1º gennaio 2017 e definitivamente cancellata il 30 settembre 2017. Le funzioni della Provincia sono state trasferite alla Regione, ai Comuni e agli UTI.

### Simboli
Stemma
Riconosciuto con DCG del 13 novembre 1929, riprende lo stemma dell'antica contea di Gorizia: il leone era l'emblema dei conti, mentre lo sbarrato deriva dalla bandiera di vassallaggio al patriarcato di Aquileia, esistente nel 1338. Dal 1933 al 1943 recava il capo del Littorio.
Gonfalone
Il gonfalone, concesso con regio decreto del 30 maggio 1929, è un drappo partito d'azzurro e di giallo.
Bandiera
Drappo troncato di azzurro e di giallo, caricato al centro dello stemma provinciale al centro. Viene esposta anche la semplice bandiera bicolore senza lo stemma.

## Società

### Evoluzione demografica
Abitanti censiti; in verde la popolazione residente entro i vecchi confini provinciali

## Natura
- Biotopo palude del Fiume Cavana - Monfalcone
- Riserva naturale dei Laghi di Doberdò e Pietrarossa - Doberdò del Lago
- Riserva naturale bosco Plessiva - Cormons
- Riserva naturale bosco Piuma - Gorizia
- Riserva naturale regionale della foce dell'Isonzo - Staranzano
- Riserva naturale regionale della valle Cavanata - Grado

## Cultura

### Lingue e dialetti
Oltre alla lingua italiana, nella provincia di Gorizia la popolazione utilizza la lingua friulana (nella variante friulano orientale) e la lingua slovena.
In 15 comuni su 25, vige la legge regionale 18 dicembre 2007, n. 29 "Norme per la tutela, valorizzazione e promozione della
lingua friulana".
In 8 comuni su 25 la lingua slovena è riconosciuta e tutelata al pari della lingua friulana dalla legge statale 482/99 e dalla legge 38/01.
Accanto alle lingue riconosciute ufficialmente, varianti locali della lingua veneta sono parlate a Gorizia, così come nella Bisiacaria (il dialetto bisiaco) e il dialetto gradese (graìsan) a Grado. Il veneto è compreso e comunemente parlato anche dalla maggior parte dei madrelingua friulani e sloveni.

## Galleria d'immagini

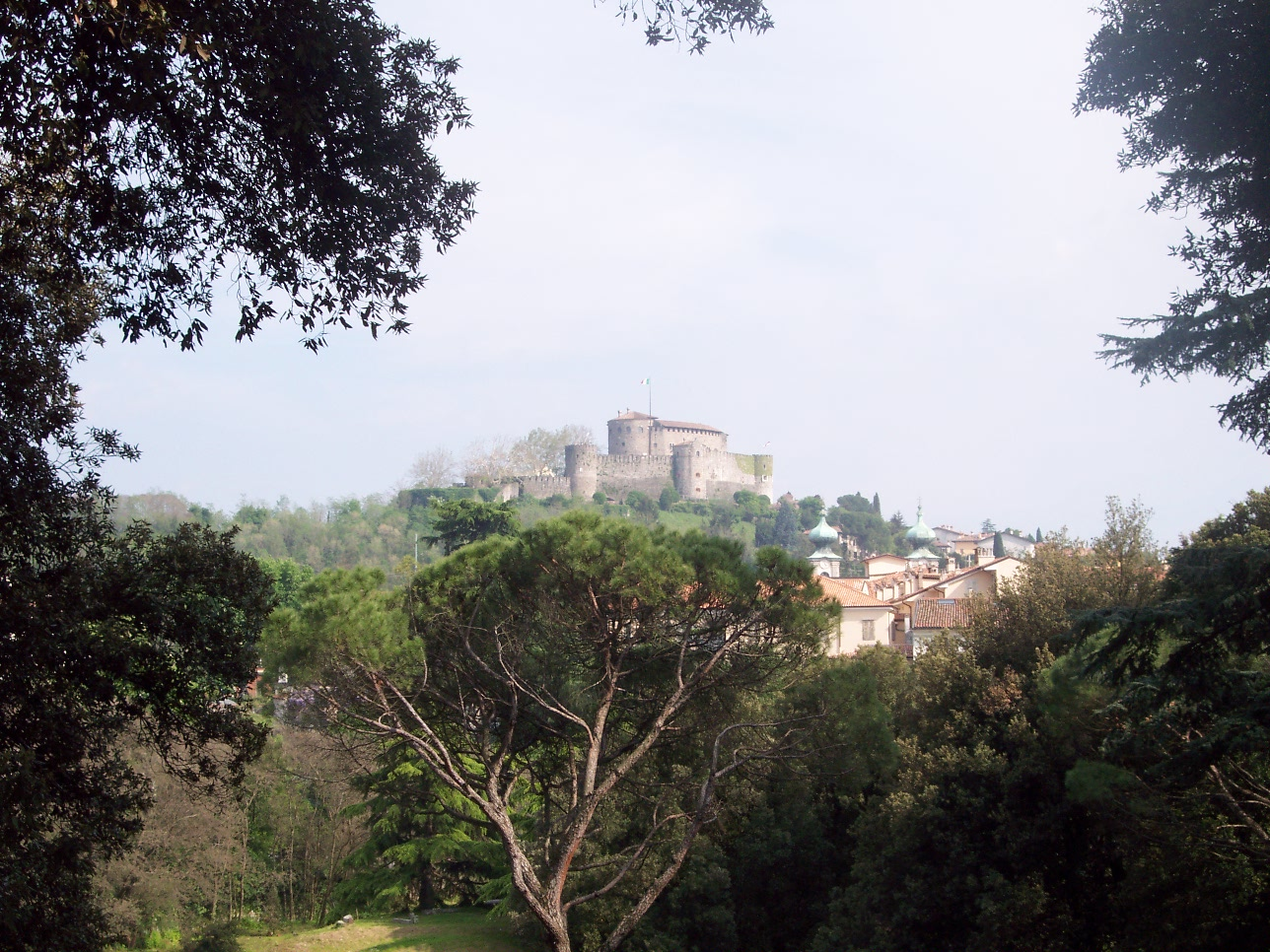
Gorizia
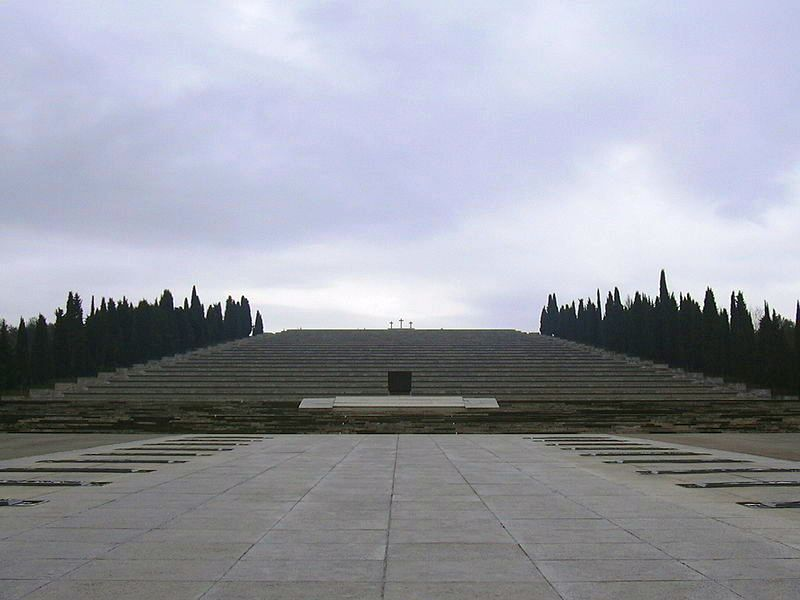
Sacrario militare di Redipuglia
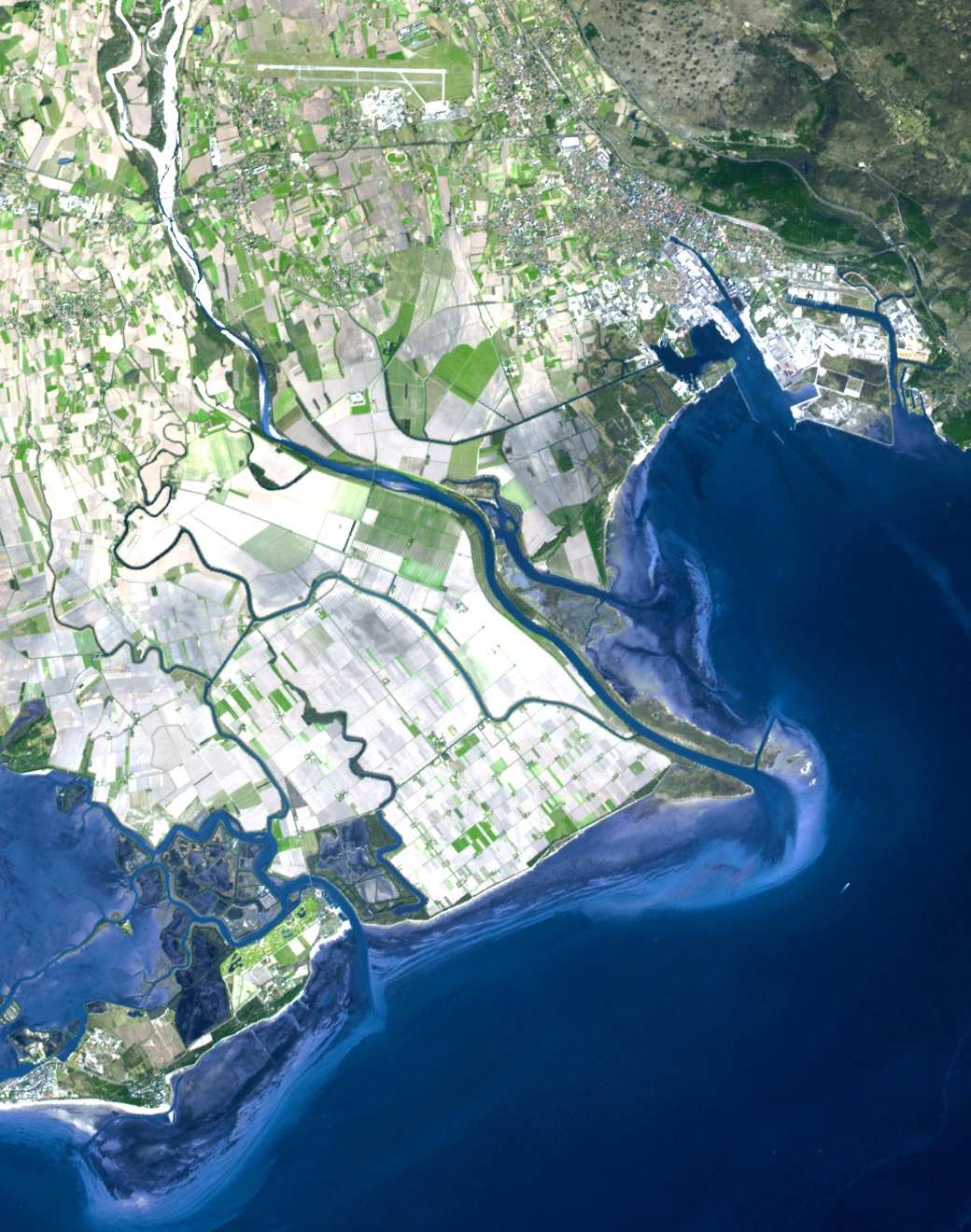
Foce dell'Isonzo dal satellite